# 寒王乡
寒王乡，是中华人民共和国山西省晋中市左权县下辖的一个乡镇级行政单位。

## 行政区划
寒王乡下辖以下地区：
寒王村、平王村、水横村、清河店村、段峪村、里长村、鹿鸣村、下其至村、上其至村、宋家庄村、石港村、石港口村、晴岚村、下丰垢村、前寨村、后寨村、刘家庄村、简会村和上丰堠村。